# Amadou Cheiffou
Amadou Cheiffou (nascido em 1942) é um político nigeriano. Ele serviu o Estado como Chefe de Governo de 27 de outubro de 1991 a 17 de abril de 1993. Cheiffou concorreu como candidato pelo partido Rally Social Democrático (RSD-Gaskiya) nas eleições presidenciais convocadas em 16 de novembro de 2004, e foi o quarto de seis candidatos ao obter 6,35% dos votos.
Cheiffou se formou na École nationale de l'aviation civile.